# Lendvai Miklós
Lendvai Miklós (Zalaegerszeg, 1975. április 7. – Zalaegerszeg, 2023. február 20.) válogatott magyar labdarúgó, edző. Pályafutása alatt 23-szor lépett pályára a magyar labdarúgó-válogatottban és 129-szer az első osztályú bajnokságban.

## Pályafutása

### Klubcsapatban
Pályafutását a ZTE csapatánál kezdte 1991-ben, játékára felfigyelt a francia Girondins de Bordeaux, amely szerződtette. Nem tudott meghatározó játékossá válni, így rövid idő múlva a svájci Luganóhoz szerződött. Ezután hazatért Magyarországra és a Fradi játékosa lett. 1999 és 2004 közt újra külföldön játszott Belgiumban és Cipruson.
Ezt követően Győrben és Zalaegerszegen volt elsőosztályú labdarúgó. Simon Antal nem tartott igényt a játékára így 2007 tavaszán szerződést bontott vele a ZTE. Ezután az NB III. Bakony-csoportjában szereplő Soproni VSE együttesénél vállalt először szakvezetői feladatokat játékosedzőként, majd hasonló szerepkört töltött be Andráshidán a 2007–2008-as szezonban.
Visszavonulását 2008 januárjában jelentette be egészségügyi és családi okokra hivatkozva. Saját bevallása szerint fölhagy a sporttal és az üzleti életben próbál érvényesülni. Utódja az Andráshida SC kispadján Kovács Imre lett.
2009 januárjában, egy év kihagyás után elfogadta a harmadosztályú Tapolca megkeresését.

### A válogatottban
A magyar nemzeti csapatban 23 alkalommal lépett pályára, gólt nem lőtt. Tagja volt az 1996-os olimpiára kijutott magyar válogatottnak.

### Edzőként
A Soproni VSE és az Andráshida SC játékos-edzője is volt pályafutása vége felé. 2010-ben visszatért a ZTE-hez és az utánpótlásképzésben vállalt feladatot az akadémia keretein belül.

## Statisztika

### Mérkőzései a válogatottban
| Magyarország | Magyarország        | Magyarország                       | Magyarország   | Magyarország | Magyarország  | Magyarország       | Magyarország | Magyarország |
| #            | Dátum               | Helyszín                           | Hazai          | Eredmény     | Vendég        | Kiírás             | Gólok        | Esemény      |
| ------------ | ------------------- | ---------------------------------- | -------------- | ------------ | ------------- | ------------------ | ------------ | ------------ |
| 1.           | 1996. április 10.   | Eszék                              | Horvátország   | 4 – 1        | Magyarország  | barátságos         | -            | 46'          |
|              | 1996. július 21.    | Orlando, Citrus Bowl (USA)         | Nigéria        | 1 – 0        | Magyarország  | olimpiai D csoport | -            |              |
|              | 1996. július 23.    | Miami, Orange Bowl (USA)           | Brazília       | 3 – 1        | Magyarország  | olimpiai D csoport | -            | 11'          |
|              | 1996. július 25.    | Orlando, Citrus Bowl (USA)         | Japán          | 3 – 2        | Magyarország  | olimpiai D csoport | -            |              |
| 2.           | 1999. szeptember 4. | Vaduz, Rheinpark Stadion           | Liechtenstein  | 0 – 0        | Magyarország  | Eb-selejtező       | -            | 46'          |
| 3.           | 1999. szeptember 8. | Budapest, Üllői úti Stadion        | Magyarország   | 3 – 0        | Azerbajdzsán  | Eb-selejtező       | -            |              |
| 4.           | 1999. október 9.    | Lisszabon, Estádio da Luz          | Portugália     | 3 – 0        | Magyarország  | Eb-selejtező       | -            |              |
| 5.           | 2000. február 23.   | Budapest, Üllői úti Stadion        | Magyarország   | 0 – 3        | Ausztrália    | barátságos         | -            |              |
| 6.           | 2000. március 29.   | Debrecen, Oláh Gábor utcai stadion | Magyarország   | 0 – 0        | Lengyelország | barátságos         | -            | 88'          |
| 7.           | 2000. április 26.   | Belfast, Windsor Park              | Észak-Írország | 0 – 1        | Magyarország  | barátságos         | -            |              |
| 8.           | 2000. május 31.     | Győr, Rába ETO Stadion             | Magyarország   | 2 – 2        | Szaúd-Arábia  | barátságos         | -            |              |
| 9.           | 2000. június 3.     | Budapest, Fáy utcai Stadion        | Magyarország   | 2 – 1        | Izrael        | barátságos         | -            | 46'          |
| 10.          | 2000. augusztus 16. | Budapest, Népstadion               | Magyarország   | 1 – 1        | Ausztria      | barátságos         | -            | 72'          |
| 11.          | 2000. szeptember 3. | Budapest, Népstadion               | Magyarország   | 2 – 2        | Olaszország   | vb-selejtező       | -            | 89'          |
| 12.          | 2001. április 25.   | Budapest, Üllői úti Stadion        | Magyarország   | 0 – 0        | Finnország    | barátságos         | -            | 55'          |
| 13.          | 2001. június 6.     | Budapest, Népstadion               | Magyarország   | 4 – 1        | Grúzia        | vb-selejtező       | -            | 81'          |
| 14.          | 2001. augusztus 15. | Budapest, Népstadion               | Magyarország   | 2 – 5        | Németország   | barátságos         | -            | 79'          |
| 15.          | 2001. szeptember 1. | Tbiliszi                           | Grúzia         | 3 – 1        | Magyarország  | vb-selejtező       | -            | 66'          |
| 16.          | 2001. szeptember 5. | Budapest, Népstadion               | Magyarország   | 0 – 2        | Románia       | vb-selejtező       | -            | 63'          |
| 17.          | 2001. november 14.  | Budapest, Megyeri úti Stadion      | Magyarország   | 5 – 0        | Macedónia     | barátságos         | -            | 53'          |
| 18.          | 2003. június 7.     | Budapest, Puskás Ferenc Stadion    | Magyarország   | 3 – 1        | Lettország    | Eb-selejtező       | -            | 65'          |
| 19.          | 2003. június 11.    | Serravalle                         | San Marino     | 0 – 5        | Magyarország  | Eb-selejtező       | -            | 73'          |
| 20.          | 2003. november 19.  | Budapest, Üllői úti Stadion        | Magyarország   | 0 – 1        | Észtország    | barátságos         | -            | 46'          |
| 21.          | 2004. február 18.   | Páfosz (CYP)                       | Magyarország   | 2 – 0        | Örményország  | barátságos         | -            | 83'          |
| 22.          | 2004. február 19.   | Limassol (CYP)                     | Magyarország   | 2 – 1        | Lettország    | barátságos         | -            | 73'          |
| 23.          | 2004. február 21.   | Nicosia (CYP)                      | Magyarország   | 0 – 3        | Románia       | barátságos         | -            | 13'          |
|              | Összesen            |                                    |                | 23           | mérkőzés      |                    | 0            | gól          |